# Luigi Barral
Luigi Barral (Meano, 23 de març de 1907 – Lió, 7 de novembre de 1962) va ser un ciclista italià, que fou professional entre 1929 i 1939. El 1949 es nacionalitzà francès.
Bon escalador, va obtenir les principals victòries en les curses que es disputaren a la Costa blava: dues edicions del Gran Premi de Niça, quatre edicions de la cursa a Mont Faron i cinc a la Niça-Mont Agel. També va guanyar el Giro di Campania el 1931. El 1932 va prendre part en el Tour de França, finalitzant en la 9a posició final, primer dels individuals.
Va morir de resultes d'una caiguda soferta en una cursa ciclista per a veterans.

## Palmarès
- 1931
  - 1r al Giro di Campania
- 1932
  - 1r al Gran Premi de Niça
  - 1r a Mont Faron
- 1933
  - 1r a la Niça-Mont Agel
- 1934
  - 1r a Mont Faron
  - 1r a la Niça-Mont Agel
- 1935
  - 1r al Gran Premi de Niça
  - 1r al Circuit Justin Berta
  - 1r a La Turbie
  - 1r a la Niça-Mont Agel
- 1936
  - 1r a la Masella-Niça
  - 1r al Gran Premi de la Victòria (Niça)
  - 1r al Puy-de-Dôme
  - 1r a la Niça-Mont Agel
- 1937
  - 1r al Circuit Pirenàic
  - 1r a Mont Faron
  - 1r a la Niça-Mont Agel
- 1939
  - 1r a Mont Faron

### Resultats al Tour de França
- 1932. 9è de la classificació general

### Resultats al Giro d'Itàlia
- 1931. 34è de la classificació general
- 1932. 8è de la classificació general
- 1934. 10è de la classificació general
- 1937. 15è de la classificació general

### Resultats a la Volta a Espanya
- 1935. ??. 2n del Gran Premi de la muntanya